# حقوق الأرض الدولية
حقوق الأرض الدولية (بالإنجليزية: EarthRights International)‏ هي منظمة أمريكية غير ربحية وغير حكومية لحقوق الإنسان والبيئة. تأسست في عام 1995 من قبل كاتي ريدفورد وكا هسو وا وتايلر جيانيني.

## قضايا
- دو ضد يونوكال كورب.[6]
- ويوا ضد شركة رويال داتش شل.
- دو ضد تشيكيتا براندز انترناشيونال.

## روابط خارجية
- الموقع الرسمي